# García y García
García y García es una película española dirigida por Ana Murugarren y protagonizada por José Mota, Pepe Viyuela, Martita de Graná y Eva Ugarte. Les acompañan Jordi Sánchez, Ricardo Castella, Jesús Vidal y Naiara Arnedo. Producida por Joaquín Trincado y Carlos Lamela para Blogmedia y Clarq Films, se estrenó el 27 de agosto de 2021. 

## Sinopsis
Hispavia, una aerolínea low cost de poca monta, se encuentra en graves dificultades. Ni sus números cuadran, ni sus aviones vuelan. En un intento desesperado por salvar la compañía, deciden contratar simultáneamente a un prestigioso consultor de aerolíneas y a un experto mecánico en paro. Los dos se llaman Javier García. La casualidad y la desorganización de la empresa harán que sean confundidos e intercambien sus papeles, y mientras el mecánico es atendido por el dueño de la compañía y alojado en hoteles de lujo, el ejecutivo acaba en el hangar, enfundado en un mono grasiento. Perplejos y sin saber qué está sucediendo, ambos se van enfrentando a los cometidos del otro, hasta que los dos Javier García se encuentran y descubren el error.

## Producción
García y García se rodó durante el verano de 2020, durante la pandemia de COVID-19, en espacios naturales de Madrid, Teruel, Zaragoza y Bilbao. Con finishing en 4K y Dolby Atmos.
La directora Ana Murugarren (La higuera de los bastardos, Esta no es la vida privada de Javier Krahe, Tres mentiras) comentó sobre la producción:
«Cuando me dijeron que se desarrollaba entre aeropuertos, aviones, hangares y terminales, pensé que si no conociera al productor Joaquín Trincado, estaría hablando con dos locos».

## Ficha artística
| Personaje     | Intérprete       |
| ------------- | ---------------- |
| Javier García | José Mota        |
| Javier García | Pepe Viyuela     |
| Eva           | Martita de Graná |
| Cloe          | Eva Ugarte       |
| Alfonso       | Jordi Sánchez    |
| Héctor        | Ricardo Castella |
| Darío         | Carlos Areces    |
| Rubén         | Jesús Vidal      |
| Blanca        | Alexity          |
| Ricky         | Mikel Losada     |
| Nina          | Naiara Arnedo    |
| Antonio       | Antonio Resines  |
| Policía       | Ramón Barea      |

## Premios y nominaciones
XI edición de los Premios Simón
| Categoría                  | Candidato                      | Resultado |
| -------------------------- | ------------------------------ | --------- |
| Mejor largometraje         | García y García                | Nominado  |
| Mejor dirección artística  | Arkady Gil Cortés              | Nominado  |
| Mejores efectos especiales | Jaime Cebrián Fernando Jiménez | Ganadores |